# Chela Cordero
Chela Cordero, cuyo nombre verdadero era Zaira Cordero (Mendoza, Argentina; 1892 - Buenos Aires, Argentina; 24 de marzo de 1982) fue una actriz de cine, radio y teatro argentina.

## Biografía
Hija de un ingeniero agrónomo francés y de una actriz italiana, descendiente, a su vez de árabes. Fue la primera mujer que manejó en Buenos Aires y, para mejor, luciendo la primera melena "a la garçon" que criticaron las conservadoras, quienes solo la adoptaron años después.
En 1921, debutó en el teatro junto a Luisa Vehil  con la obra Chispa de la hoguera, de Enrique García Velloso, en las que fueron sus compañeros Angelina Pagano y Francisco Ducasse. Al año siguiente logró independizarse y pasó a ser empresaria  de su propia compañía que encabezaba con César Ratti. Más adelante trabajó en la compañía Muiño-Alippi, donde conoció a Luis Sandrini, y en 1937 se inició en cine en el filme ¡Segundos afuera! (película). En 1938, colaboró con su esposo de ese momento, Luis Sandrini, en la fundación de la productora Corporación Cinematográfica Argentina, que realizó algunas de las películas en las que ambos actuaron en los años posteriores. Trabajó con estrellas del momento como Roberto Casaux y los hermanos Tomás Simari y Leopoldo Simari.
Fue la responsable de incorporar a un novato Luis Sandrini a la compañía Muiño- Alippi, en la que incluso durante un año le pagó su sueldo para que el actor pudiera cobrar a fin de mes.
Casi todo lo recaudado, más los bienes que ella poseía los invirtió en una productora cinematográfica  llamada Pampafilme, para entrar al negocio tuvo que vender casi todas sus alhajas, perdió su casaquinta que tenía en las afueras de Buenos Aires y dejó de comprarse autos en el exterior. Dicha productora fracasó y perdió todo.
En radio se destacó su labor radioteatral en Los Pérez García.
En teatro presentó obras como Yo soy el camino, Me casé con tu mujer, Mi querida Ruth, Mi mujer mi suegra y yo, Maldito Cabaret y Un marido como hay pocos.

## Filmografía
Como actriz
- Edición Extra (1949): Rosario Barrera
- Imitaciones peligrosas (1949)
- La cumparsita (1947)
- El pecado de Julia (1946)
- Casi un sueño (1943)
- Juvenilia (1943)
- La guerra la gano yo (1943)
- Stella (1943)
- La novia de los forasteros (1942)
- Concierto de almas (1942)
- Una novia en apuros (1942)
- Fantasmas en Buenos Aires (1942)
- La quinta calumnia (1941)
- ¡Segundos afuera! (película) (1937)

## Radio
- Los Pérez García.

## Teatro[2]
- Arroyo pasó en el mar tres horas sin respirar (1935), con Luis Sandrini, estrenada en el Teatro Maipo.[3]
- Chispa de la hoguera
- Yo soy el camino
- Me casé con tu mujer
- Mi querida Ruth
- Un marido como hay pocos
- Maldito Cabaret (o Cachito Patotero)
- Mi mujer, mi suegra y yo
- Los Lios del Dr Alvarez
- El pobre Pérez
- El irresistible
- Pega, pero escucha
- El Tío Falín
- La canción del cabaret
- El seminarista
- Los amores de Palito
- Mi suegra me quiere mucho
- Pepito y Juancito
- Alí Babá y los 40 ladrones
- El knock out del campeón
- ¡A París, muchachos!
- La Fija
- El café del Marsellés
- La llegada de Charrúa
- El bailarín del cabaret
- ...y el diablo metió la pata!
- El japonesito
- Mala sombra
- El primo de mi mujer
- Un autor en busca de seis perdariáceas o mesogloeáceas